# قلعة بن حياش (وشحة)

تعديل مصدري - تعديل

قلعة بن حياش هي إحدى قرى عزلة بني هني بمديرية وشحة التابعة لمحافظة حجة، بلغ تعداد سكانها 298 نسمة حسب تعداد اليمن لعام 2004.